# Gazeta de literatura de México
Gazeta de literatura de México (abreviado Gaz. Lit. México) es un libro con ilustraciones y descripciones botánicas que fue escrito por el médico y botánico español José Antonio Alzate y Ramírez. Fue publicado en dos volúmenes y un suplemento en los años 1790 a 1794. Fue precedido por Gazeta de Literatura y reemplazado por Gacetas de Literatura de México editado en Puebla.